# Sönner-Rensjön
Sönner-Rensjön är en sjö i Åre kommun i Jämtland och ingår i Indalsälvens huvudavrinningsområde. Sjön har en area på 6,38 kvadratkilometer och ligger 604,1 meter över havet. Sjön avvattnas av vattendraget Visjöån. Vid provfiske har röding och öring fångats i sjön.

## Delavrinningsområde
Sönner-Rensjön ingår i det delavrinningsområde (703021-132551) som SMHI kallar för Utloppet av Sönner-Rensjön. Medelhöjden är 640 meter över havet och ytan är 32,82 kvadratkilometer. Räknas de 12 avrinningsområdena uppströms in blir den ackumulerade arean 144,98 kvadratkilometer. Visjöån som avvattnar avrinningsområdet har biflödesordning 3, vilket innebär att vattnet flödar genom totalt 3 vattendrag innan det når havet efter 393 kilometer. Avrinningsområdet består mestadels av skog (38 procent) och sankmarker (42 procent). Avrinningsområdet har 6,45 kvadratkilometer vattenytor vilket ger det en sjöprocent på 19,6 procent.